# Высший институт консервации и реставрации
Высший институт консервации и реставрации (итал. Istituto Superiore per la Conservazione ed il Restauro, ISCR) — организация Министерства культурного наследия, культурной деятельности и туризма Италии. Учреждён Постановлением Министерства от 7 октября 2008 года. Специализируется в области реставрации и консервации произведений искусства и объектов культурного наследия.
Наряду с реставрационной мастерской «Фабрики полудрагоценных камней» (Opificio delle pietre dure) во Флоренции, организации, которая также занимается восстановлением произведений искусства и обучением реставрационным работам, это один из самых известных и престижных институтов в области реставрации. Имеет научную, организационную и финансовую автономию.

## История
Институт основан в Риме в 1939 году в качестве Королевского Центрального института реставрации (итал. Regio Istituto Centrale del Restauro, RICR). После провозглашения республики в 1946 году перестал называться «королевским» и получил новое название: «Центральный институт реставрации» (L’istituto centrale per il restauro), или сокращённо: «ICR». В 26 ноября 2007 года получил современное название.
Институт был создан в 1939 году при Министерстве национального образования в Риме (Ministero dell’Educazione Nazionale a Roma) по предложению известного историка искусства и политика Дж. К. Аргана. С момента основания до 1959 года институтом руководил Чезаре Бранди. В основу деятельности института были положены принципы организации и методика, разработанные П. Эдвардсом. Главная особенность института заключается в том, что в нём одновременно проводятся научные исследования, историографические изыскания, технико-технологические эксперименты, обучение и осуществляется практическая деятельность по восстановлению (реставрации и консервации) произведений искусства.

## Структура и деятельность
Штат института составляют представители разных специальностей: Брозы Риаче, архитекторы, археологи, физики и эксперты по контролю за окружающей средой, химики, биологи, реставраторы различных типов материалов. Специализация восстановительных работ делится одновременно по видам искусства и материалам: живопись, ткани, произведения искусства на бумаге, металлы, керамика, камни, кожа, дерево. Принципы междисциплинарности и совместной работы разных специалистов согласно идеям Чезаре Бранди складывались с самого начала деятельности института. Они публиковались в Бюллетене Центрального института реставрации, а впоследствии Ч. Бранди объединил все материалы в издании «Теория реставрации» (Teoria del restauro). При институте была создана библиотека, а 16 ноября 1942 года открыта трёхлетняя школа реставрации. В 1998 году она получила название «Высшая школа образования и студия для преподавания реставрации» (Scuola di alta formazione e di studio per l’insegnamento del restauro).
Важным аспектом работы института является создание Территориальной информационной системы «Карты рисков монументального наследия» (Carta del rischio del Patrimonio Monumentale), набора баз данных (GIS), которые фиксируют уязвимость памятников архитектуры, скульптуры и живописи в разных городах на территории Италии, в том числе от природных явлений: землетрясений, оползней, наводнений, метеорологических факторов и загрязнения окружающей среды, а также риски антропного характера: кражи, пожары, злоупотребления со стороны туристов. Целью Карты рисков является подготовка и проведение обоснованных мероприятий по сохранению, обслуживанию и реставрации памятников, создание и надзор за состоянием отдельных охранных зон, к которым относятся музеи, церкви, исторические здания и археологические площадки.
Заслугой института является проведение важных реставраций в Ассизи (до и после землетрясения), длительная реставрация росписи «Тайная вечеря» Леонардо да Винчи в Милане, бронзовой статуи Марка Аврелия на Кампидолио, подводные находки, Воины из Риаче, фрески Тарквинии и Помпеи, «Падающей башни» в Пизе.
С 2010 года Институт размещается в монументальном комплексе Сан-Микеле-а-Рипа-Гранде (Трастевере).
Директора Института:
Чезаре Бранди (1939—1961),
Паскуале Ротонди (1961—1973),
Джованни Урбани (1973—1983),
Умберто Бальдини (1983—1987),
Мишель д’Элиа (1987—1991),
Эвелина Бореа (1991—1994),
Микеле Кордаро (1995—2000),
Альмамария Тантилло Миньози (2000—2002),
Катерина Бон Вальсассина (2002—2009),
Жизелла Каппони (2009—2018),
Луиджи Фикаччи (2018—2021),
Алессандра Марино (2021 — по настоящее время).